# 2. februar
2. februar je 33. dan leta v gregorijanskem koledarju. Ostaja še 332 dni (333 v prestopnih letih).

## Dogodki
- 962 – Oton I. okronan za nemškega cesarja
- 1536 – ustanovljeno mesto Santa María del Buen Ayre, današnji Buenos Aires
- 1732 – pruski kralj Friderik Viljem I. sprejme 14.000 salzburških protestantov
- 1804 – začetek prvega srbskega upora proti Turkom
- 1808 – Francija zasede Vatikan
- 1848 – konec vojne med Mehiko in ZDA, ki dobijo Kalifornijo
- 1852 – na londonski ulici Fleet Street odprto prvo javno stranišče na svetu
- 1897 – v Trstu začne kot priloga Edinosti izhajati Slovenka, prvi slovenski ženski časnik
- 1901 – pokopana je bila kraljica Viktorija Britanska.
- 1920 – Estonija razglasi neodvisnost
- 1921 – ustanovljen Turistovski klub Skala
- 1924 – ustanovljena Mednarodna smučarska organizacija (FIS)
- 1943 – kapitulacija sil osi v Stalingradu
- 1945 – v partizanski zasedi v Stranicah ubit deželni svetnik in vodja Štajerske domovinske zveze Anton Dorfmeister
- 1971 – v Iranu je podpisana Ramsarska konvencija o mokriščih
- 1982 – pričetek pokola v Hami
- 1989 – zadnje sovjetske čete zapustijo Afganistan

## Rojstva
- 450  - Justin I., bizantinski cesar († 527)
- 1130 – Ji Gong, kitajski zen budistični menih († 1207)
- 1132 – Vilijem iz Norwicha, angleški otroški svetnik, žrtev umora († 1144)
- 1208 – Jakob I., aragonski kralj († 1276)
- 1487 – Ivan Zapolja, transilvanski vojvoda in knez, od leta 1528 do 1540 tudi kralj dela Ogrske († 1540)
- 1494 – Bona Sforza d'Aragona, kraljica Poljske in velika kneginja Litve († 1557)
- 1502 – Damião de Góis, portugalski humanist († 1574)
- 1517 – Gotthard Kettler, zadnji mojster Livonskega reda († 1587)
- 1526 - Konstantin Vasilij Ostroški, rusinski magnat in kijevski vojvoda  († 1608)
- 1711 – Wenzel Anton von Kaunitz-Rietberg, avstrijski državnik († 1794)
- 1754 – Charles-Maurice de Talleyrand-Périgord, francoski diplomat († 1838)
- 1780 – Johannes Bosch, nizozemski general († 1844)
- 1786 – Jacques Philippe Marie Binet, francoski matematik, astronom, fizik († 1856)
- 1827 – Oswald Achenbach, nemški slikar († 1905)
- 1834 – Friedrich Louis Dobermann, nemški vzreditelj († 1894)
- 1841 – François-Alphonse Forel, švicarski zdravnik, znanstvenik († 1912)
- 1852 – José Guadalupe Posada, mehiški grafik († 1913)
- 1874 – Jožef Sakovič, prekmurski pisatelj, borec za prekmurski jezik († 1930)
- 1882 – James Augustine Aloysius Joyce, irski pisatelj († 1941)
- 1885 – Mihail Vasiljevič Frunze, ruski častnik romunskega rodu († 1925)
- 1896 – Kazimierz Kuratowski, poljski matematik († 1980)
- 1905 – Ayn Rand, rusko-ameriška pisateljica in filozofinja († 1982)
- 1908 – Pavel Šivic, slovenski skladatelj († 1995)
- 1923 – France Bučar, slovenski pravnik in politik (†2015)
- 1926 – Valéry Giscard d'Estaing, francoski predsednik († 2020)
- 1927 – Stanley Getz, ameriški jazzovski glasbenik († 1991)
- 1947 – Farrah Fawcett, ameriška igralka († 2009)
- 1955 – Leszek Engelking, poljski pisatelj
- 1963 – Franc Bogovič, slovenski politik in evroposlanec
- 1966 – Andrej Česnokov, ruski tenisač
- 1968 – Espen Bredesen, norveški smučarski skakalec
- 1972 – Dana International, izraelska pevka
- 1973 – Rok Stergar, slovenski zgodovinar
- 1977 – Shakira, kolumbijska pevka
- 1987 – Gerard Piqué, španski nogometaš

## Smrti
- 1124 – Borživoj II., češki vojvoda (* 1064)
- 1154 – Vjačeslav I., kijevski veliki knez (* 1083)
- 1209 – Alfonz II., provansalski grof (* 1180)
- 1211 – Adela Meissenška, češka kraljica (* 1160)
- 1218 – Konstantin Vsevolodovič, knez Novgoroda (* 1186)
- 1237 – Ivana Angleška, valižanska princesa, soproga Llywelyna Velikega (* 1191)
- 1250 – Erik XI., švedski kralj (* 1216)
- 1294 – Ludvik II., bavarski vojvoda, pfalški grof (* 1229)
- 1353 – Ana Bavarska, češka kraljica (* 1329)
- 1392 – Neža Habsburška, poljska kneginja (* 1322)
- 1414 – Ivana II., neapeljska kraljica (* 1371)
- 1446 – Vittorino da Feltre, italijanski humanist, pedagog (* 1378)
- 1594 – Giovanni Pierluigi da Palestrina, italijanski skladatelj (* okoli 1525)
- 1763 – Emmanuel Héré de Corny, francoski arhitekt (* 1705)
- 1826 – Jean-Anthelme Brillat-Savarin, francoski pravnik, politik, gastronom (* 1755)
- 1892 – Si Votha, kamboški princ (* 1841)
- 1907 – Dimitrij Ivanovič Mendelejev, ruski kemik (* 1834)
- 1939 – papež Pij XI. (* 1857)
- 1950 – Constantin Carathéodory, grško-nemški matematik (* 1873)
- 1969 – William Henry Pratt - Boris Karloff, angleški filmski igralec (* 1887)
- 1970 – Bertrand Russell, angleški matematik, filozof, nobelovec 1950 (* 1872)
- 1972 – Maria Goeppert-Mayer, nemška fizičarka, nobelovka 1963 (* 1906)
- 1974 – Imre Lakatos, madžarski filozof in matematik (* 1922)
- 1974 - Marieluise Fleißer, nemška pisateljica (* 1901)
- 1975 – Janko Glazer, slovenski pesnik, publicist (* 1893)
- 1979 - Sid Vicious, angleški glasbenik (* 1957)
- 2005 – Maximillian Adolph Otto Siegfried »Max« Schmeling, nemški boksar (* 1905)
- 2014 – Philip Seymour Hoffman, ameriški filmski in gledališki igralec (* 1967)

## Prazniki in obredi
- Etiopija – praznik žrtvovanja (Eid-ul-Adha)
- svetovni dan varstva mokrišč
- svečnica

## Goduje
- sveti Simeon
- sveta Ana